# Charopampa
Charopampa ist eine Ortschaft im Departamento La Paz im südamerikanischen Andenstaat Bolivien.

## Lage im Nahraum
Charopampa ist die drittgrößte Siedlung des Municipio Mapiri in der Provinz Larecaja. Die Ortschaft liegt in einer Höhe von 629 m am linken, nördlichen Ufer des Río Mapiri, der flussabwärts in den Río Atén mündet.

## Geographie
Charopampa liegt nordöstlich des Titicaca-Sees am Ostrand der Anden-Gebirgskette der Cordillera Real im Tiefland des Río Beni, einem der wichtigen Flüsse des Amazonas-Tieflandes.
Die mittlere Durchschnittstemperatur der Region liegt bei gut 23 °C (siehe Klimadiagramm Mapiri), der Jahresniederschlag beträgt knapp 1400 mm. Die Region weist einen wenig ausgeprägten Temperaturverlauf auf, die Monatsdurchschnittstemperaturen schwanken nur unwesentlich zwischen 21 °C im Juni und Juli und knapp 28 °C im November und Dezember, und auch die Tages- und Nachttemperaturen weisen nur geringe Schwankungen auf. Die Monatsniederschläge liegen zwischen unter 50 mm in den Monaten Juni und Juli und über 200 mm im Dezember.

## Verkehrsnetz
Charopampa liegt in einer Entfernung von 331 Straßenkilometern nördlich von La Paz, der Hauptstadt des gleichnamigen Departamentos.
Von La Paz führt die teilweise asphaltierte Nationalstraße Ruta 3 in nordöstlicher Richtung 160 Kilometer über Cotapata bis Caranavi, von dort zweigt die unbefestigte Ruta 26 ab, die nach 70 Kilometern Guanay erreicht und weiter über Mapiri und Charopampa nach Apolo führt. Die Piste zwischen Guanay und Mapiri ist nur in der Trockenzeit von Mai bis September mit einer Fahrzeit von 3–4 Stunden befahrbar. 

## Bevölkerung
Die Einwohnerzahl der Ortschaft ist in dem Jahrzahnt zwischen den beiden letzten Volkszählungen auf fast das Doppelte angestiegen:
| Jahr | Einwohner         | Quelle       |
| ---- | ----------------- | ------------ |
| 1992 | keine Detaildaten | Volkszählung |
| 2001 | 575               | Volkszählung |
| 2012 | 1 060             | Volkszählung |
| 2024 |                   | Volkszählung |

Die Region weist einen nennenswerten Anteil an Quechua-Bevölkerung auf, im Municipio Mapiri sprechen 43,5 Prozent der Bevölkerung Quechua.